# Isaac Bloom
Isaac Bloom (* 1748 in Jamaica, Queens County, Provinz New York; † 26. April 1803 in Clinton, Dutchess County, New York) war ein US-amerikanischer Politiker. Bloom zog um 1740 nach Dutchess County. Er war 1775 Captain der Minutemen im Charlotte Bezirk von Dutchess County, 1784 als Händler tätig und von 1788 bis 1792 ein Mitglied der New York State Assembly.
Bloom war 1801 als Delegierter bei der verfassunggebenden Versammlung von New York dabei und von 1800 bis 1802 Mitglied im Senat von New York. Anschließend wurde er in den 8. US-Kongress gewählt, wo er vom 4. März 1803 bis zu seinem Tod in Clinton (New York) tätig war.